# Ribeirão Pires
Ribeirão Pires város Brazíliában, São Paulo államban. Lakosainak száma 115 559 fő (2022). Ribeirão Pires Ferraz de Vasconcelos, Mauá, Rio Grande da Serra, Santo André és Suzano községekkel határos.

## Népesség
A település népességének változása:
| Lakosok száma | 104 508 | 113 068 | 120 396 | 124 159 | 125 238 | 115 559 |
|               | 2000    | 2010    | 2015    | 2020    | 2021    | 2022    |